# Masacre de San Gregorio

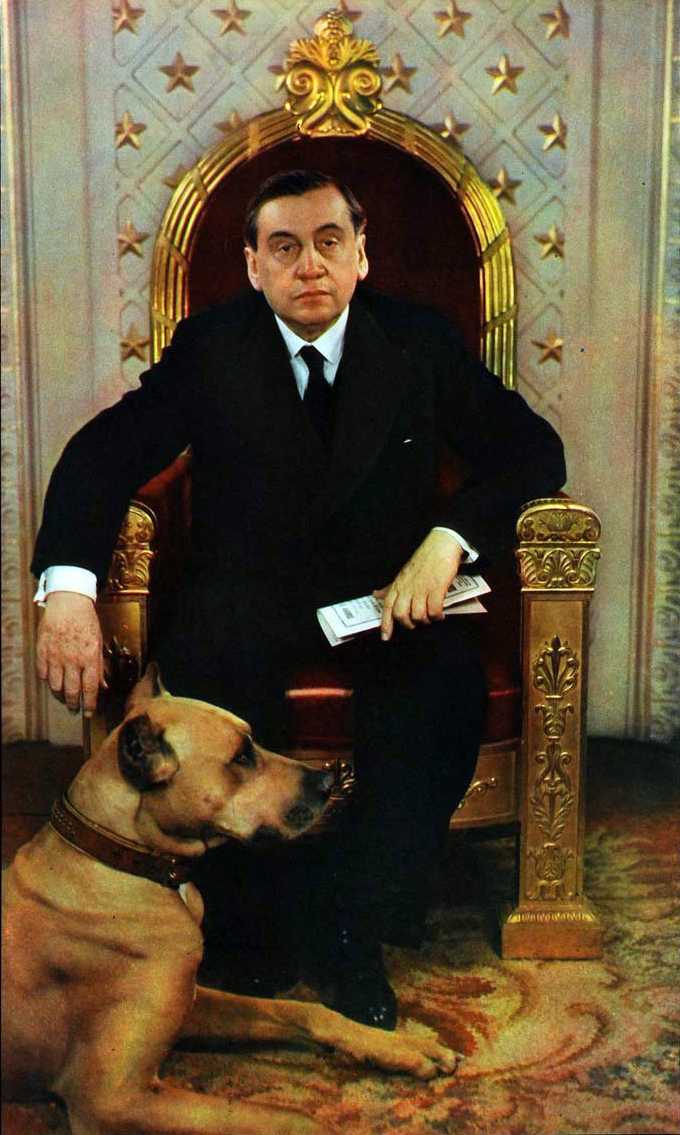
Arturo Alessandri Palma, Presidente responsable de la matanza.

La masacre de San Gregorio, ocurrida el 3 de febrero de 1921, fue un trágico evento en la Oficina salitrera San Gregorio, cercana a Antofagasta, Chile. La masacre se desencadenó debido al cierre de la Oficina salitrera San Gregorio, lo que llevó a los trabajadores a concentrarse para exigir el pago de su desahucio. La represión violenta por parte de fuerzas militares resultó en la muerte de entre 60 y 80 trabajadores, con al menos un centenar de heridos.
El contexto político y social de la época revela la política represiva del gobierno de Arturo Alessandri, quien asumió la presidencia con la promesa de cambios sociales. Sin embargo, la masacre en San Gregorio fue parte de una serie de represiones contra movimientos obreros y sindicales. El gobierno adoptó medidas autoritarias para contener a los trabajadores, incluso justificando la represión con el argumento de mantener el orden y la propiedad.
Alessandri envió fuerzas armadas al lugar, pero la masacre podría haberse evitado, ya que el presidente había enviado instrucciones para priorizar la persuasión. La negligencia en la planificación y la falta de medidas paliativas contribuyeron al trágico desenlace. Después de la masacre, el gobierno culpó a los trabajadores, mintió en comunicados oficiales, torturó a los detenidos y decretó estado de sitio y censura en la provincia.
La prensa de la época, incluyendo periódicos como El Diario Ilustrado, El Mercurio y La Nación, respaldó las acciones del gobierno y culpó a los trabajadores, enfatizando la continuidad con las administraciones anteriores.
La masacre de San Gregorio ilustra la represión sistemática de los movimientos obreros durante el gobierno de Alessandri, a pesar de sus promesas iniciales de cambio social. Este trágico episodio marcó un hito en la historia de Chile y reflejó las tensiones sociales y laborales de la época.